# Tunnel du Kronprinz
Le tunnel du Kronprinz est un ancien tunnel militaire allemand situé dans le ravin des Caurettes, sur la commune de Cumières-le-Mort-Homme.
Cet abri souterrain long d'environ un kilomètre servit de refuge aux troupes allemandes lors de la bataille du Mort-Homme en 1917, abritant les blessés et les troupes au repos durant la bataille.
L'entrée du tunnel et quelques puits d'aération sont toujours visibles dans la forêt du Mort-Homme mais le tunnel, creusé dans un sol argileux et non entretenu depuis la guerre, s'effondre peu à peu. Il est actuellement interdit d'accès pour des raisons de sécurité.